# 田島喜男
田島 喜男（たじま よしお）は、群馬県生まれのアナウンサー。

## 経歴
明治大学政治経済学部卒。1936年ベルリンオリンピックの競泳競技の「前畑頑張れ」で知られる河西三省の勧めでアナウンサーの道へ進み、日本短波放送入社後は中央競馬実況中継やプロ野球ナイトゲーム中継で活躍。後にラジオ関東へ移籍し、ここでもプロ野球や競馬を中心とするスポーツ中継から報道ニュース、ワイド番組、音楽番組などを幅広く担当した。各種音楽祭やコンサートの司会を多数務める。ラジオ日本音楽出版取締役、国立リハビリセンター理療教育部、朗読ボランティア育成講師などを歴任。
現在は東京アナウンスアカデミー結婚式・司会者コース講師。

## 過去の担当番組

### 日本短波放送
- 中央競馬実況中継
- プロ野球ナイトゲーム中継

### ラジオ日本
- ラジオ日本 土曜・日曜競馬実況中継
- ラジオ関東バッチリナイター
- 田島喜男の演歌で行こう
  - 演歌で行こう大特集
- 田島喜男の演歌です。

## 主な実況歴

### GI級レース
- 優駿牝馬（1971年、1973年）[1]
- 天皇賞（秋）（1971年）[2]
- 有馬記念（1971年）

### その他
- 東京新聞杯（1972年）
- スプリングステークス（1976年）

## 注
1. ↑  5月と言えばオークスとシンガポール
2. ↑  小塚アナの自由時間 2015年1月3日放送分より